# Johann Christoph Friedrich Bach
Johann Christoph Friedrich Bach (Lipcse, 1732. június 21. – Bückeburg, 1795. január 26.) német zenész és zeneszerző, Johann Sebastian Bach kilencedik gyereke. Sokszor emlegetik „Bückeburgi” Bachként is.
Zenét apjától tanult, a Tamás-templom iskolájában. A Lipcsei Egyetemen jogtudományt hallhatott. 1750-ben udvari csembalista lett Bückeburgban, majd 1759-től koncertmesteri rangban működött.
Művei: kantáták, billentyűs szonáták, szimfóniák, oratóriumok és egyéb egyházi művek. Művei stílusa az olasz és a Johann Sebastian Bach-féle zene keveredése.[forrás?]